# Angela Rayner
Angela Rayner de domo Bowen (ur. 28 marca 1980 w Stockport) – brytyjska polityczka Partii Pracy, działaczka związków zawodowych pracowników opieki społecznej. Od lipca 2024 minister ds. spraw mieszkalnictwa, społeczności i samorządów lokalnych oraz wicepremier Wielkiej Brytanii w gabinecie Keira Starmera.

## Życiorys

### Młodość, wykształcenie i wczesna działalność
Wychowała się na osiedlu komunalnym w Stockport w aglomeracji Manchesteru. Przerwała edukację w wieku 16 lat będąc w ciąży z pierwszym synem. W 2022 roku w wywiadzie dla Finacial Times opisała się z tamtego czasu jako „osobę zupełnie bez kwalifikacji”, a matkę jako „analfabetkę cierpiącą na chorobę afektywną dwubiegunową”. Doświadczenia podczas opieki nad matką skłoniły ją, po urodzeniu syna, do podjęcia studiów niestacjonarnych z języka migowego i opieki społecznej w Stockport College. Po ich ukończeniu podjęła pracę jako opiekunka osób starszych w Stockport Metropolitan Borough Council. Niedługo potem została reprezentantką związku zawodowego pracowników socjalnych w Stockport. Wybrano ją na koordynatorkę związku zawodowego Unison w północno-zachodniej Anglii. 

### Działalność polityczna
Po raz pierwszy zdobyła mandat do Izby Gmin w 2015 roku. Jest pierwszą kobietą w historii wybraną do Izby Gmin z okręgu Ashton-under-Lyne. W tym samym okręgu uzyskiwała reelekcje poselskie podczas wyborów w 2017, 2019 i 2024. Od 2016, będąc posłanką pełniła również funkcje ministry ds. emerytur, a następnie ministry ds. edukacji, kobiet i równości w gabinecie cieni Partii Pracy, kierowanym wówczas przez Jeremy’ego Corbyna. 4 kwietnia 2020 roku została wybrana na wiceprzewodniczącą (ang. deputy leader) Partii Pracy. Objęła wtedy stanowisko sekretarza ds. przyszłości pracy w gabinecie cieni Keira Starmera, a 4 września 2023 została sekretarzem partii ds. awansów oraz wicepremierem w tym samym gabinecie cieni.
5 lipca 2024 weszła w skład gabinetu utworzonego przez Keira Starmera, jako wicepremier oraz minister ds. wyrównywania szans, mieszkalnictwa i społeczności. 9 lipca 2024 objęła nowo utworzone stanowisko ministra ds mieszkalnictwa, społeczności i samorządów lokalnych.
Określa się jako „socjalistka lecz nie corbinistka”, co ma podkreślać jej dystans do postulatów frakcji byłego przewodniczącego Partii Pracy Jeremy’ego Corbyna w toczącej się w ostatnich latach debacie nad przyszłością brytyjskiej lewicy.

### Życie prywatne
W latach 2010–2020 była żoną działacza związku zawodowego Unison – Marka Raynera. Ma trzech synów. W 2017 roku, w wieku 37 lat, została babcią.